# غاي مزوني
غاي مزوني (29 أغسطس 1929 - 25 أكتوبر 2002)، كان طبيبًا ولاعب شطرنج فرنسيًا، فاز ببطولة فرنسا للشطرنج مرتين (1961، 1965).

## مسيرته
في الخمسينيات والستينيات من القرن العشرين، كان غاي مازوني أحد أفضل لاعبي الشطرنج الفرنسيين، وفي عام 1958، فاز ببطولة مدينة باريس للشطرنج، وقد لعب غاي في نهائيات بطولة الشطرنج الفرنسية الفردية عدة مرات وفاز بـ 6 ميداليات، 2 ذهبية (1961، 1965) و4 فضية (1954، 1963، 1964، 1969). في عام 1963 في أنسخيده، شارك لأول مرة في بطولة منطقة بطولة العالم للشطرنج وتقاسم المركزين 13 و14. في عام 1966 في لاهاي، شارك للمرة الثانية في بطولة منطقة بطولة العالم للشطرنج وتقاسم المركزين 14 و15. في عام 1967، احتل مازوني المركز التاسع في بطولة مونت كارلو للشطرنج التي ضمت بعضًا من أفضل لاعبي العالم.
لعب مازوني لصالح فرنسا في أولمبياد الشطرنج:
- في عام 1964، في المجلس الثاني في أولمبياد الشطرنج السادس عشر في تل أبيب (+7، =6، -3).[5]
- في عام 1966، في اللوحة الأولى في أولمبياد الشطرنج السابع عشر في هافانا (+2، =5، -6).